# Burton, Texas
Burton là một thành phố thuộc quận Washington, tiểu bang Texas, Hoa Kỳ. Năm 2010, dân số của xã này là 300 người.

## Dân số
- Dân số năm 2000: 359 người.
- Dân số năm 2010: 300 người.